# Francisco Chacón y Orta
Francisco Chacón y Orta (  San Fernando, Cádiz, 18 de febrero de 1812 - 8 de enero de 1893)  fue un militar español.

## Biografía
Hijo de Fernando María Chacón y del Valle, natural de la Isla de Trinidad, y de María de los Ángeles Orta y Abreu, natural de Tarifa. Alcanzó el grado de  Brigadier del Cuerpo General de la Armada. Fue Director del Depósito Hidrográfico, a cuyos importantes trabajos comunicó eficaz impulso, y miembro de la Real Academia de las Ciencias Exactas, Físicas y Naturales. Entre sus publicaciones destacan: un Tratado de Física y Meteorología y una obra sobre Máquinas de vapor y sus aplicaciones a la navegación.